# Rie a.k.a.Suzaku
Rie a.k.a. Suzaku（リエ エー・ケー・エー スザク、11月26日）は、日本の女性ソロハードロック・ヘヴィメタル・ロックフュージョンギタリスト。神奈川県川崎市出身。
作詞、作曲、コンポーザー。ジャンルに捕らわれず、人の心を動かすプレイヤーになることを信条にしている。日本のヘヴィメタル界において、女性ソロギタリストとして第一人者である。
姉は、プロ格闘家、富松恵美。入場テーマ曲に妹の曲を使用している。

## 来歴
- 4歳からヤマハ音楽教室に入り17年間エレクトーンを学ぶ。その時に音符の読み書きと、相対音感を取得する。エレクトーンと平行して、中学入学と同時にクラシック・ギター部に入部し、3年間活動する。
- 1998年第29回全国ギターコンクール金賞。
- 2000年全日本ギターフェスティバル・重奏部門にて金賞。
- 中学在籍中に、母親の影響でヘヴィメタルを聞くようになる[2]。
- X JAPANのhideと、難病の少女とのドキュメンタリー番組を観て、非常に影響を受けエレキギターを始める[1]。
- 高校在籍中は独学でエレキギターを学ぶが、限界を感じ専門学校入学を決心する。

- 高校卒業後、ミューズ音楽院プレーヤー科ギター専攻入学。プレミアムクラスの試験に合格。当時は、1日14時間の練習を積んでいた。

- 2004年メロディック・パワーメタルバンド「Synapse」を立ち上げ、3年間活動。最初の1年は、Rie以外全員男性というメンバー構成だったが、2005年に女性ヴォーカリストを迎え、ベース以外総入れ替えと言う大幅なメンバーチェンジを行い、約2年間活動をした。2曲入りのデモ1枚を作成し、無料配布した。

- 解散後、YggrDrasill Productionsに所属[3]。

- 2005年女性プロギタリスト、中村春香[4]らと共にエレキインストバンド「Hot Style」でも活動。
- アイドル80_pan「1 Carat Stones」というバックバンドでギターを弾く。PV撮影にも参加し、関東ツアーにも参加した（神奈川・宇都宮・埼玉・茨城・神奈川・東京）。

- 2007年12月1日、「四神玄舞」というBANDで1回だけライヴを行う。ドラムは打ち込みで、ヴォーカルはRie自らが担当した。
- 2008年、「朱雀」というBANDで始動を考えていたが、同名異BAND[5]が存在したため、「鸞〜RAN〜」と言う名で始動し、約1年半活動。レコーディングも行われたが、諸事情により日の目を見ることは無かった。そして脱退。

- 色々と悩んだ結果ソロとして活動していくことを決心する。
- 2010年、ポッピンレコードと契約を交わす。
- 渋谷ランタンにて、沼本秀樹、PANTA&HALや、プロデューサーで有名な平井光一とセッションを行う（2010年4月）。
- 渋谷ランタンにて、トランペッターの日野皓正の次男日野賢二とセッションを行う（2010年9月）。
- BAND活動を始めて、正式音源を出すのに、6年の歳月を要したと本人は自身のブログに綴っている。
- 2010年9月のデビューライヴからは、毎月コンスタントに都内を中心にライヴ活動をする。自らの活動以外にも、グラビアアイドル・望月ユリカのバックバンド等も行う（2010年11月）。
- 2011年3月26日のライヴにおいて、チャリティーCD「Hand in hand with each other」を販売。売り上げ金全てを、東北地方太平洋沖地震の義援金として、日本赤十字社に寄付した。(2011年3月)
- 2011年4月24日、SEGA 「ファンタシースターポータブル2インフィニティ ファン感謝祭2011 」AKIBA SQUAREで、オープニングでテーマ曲の演奏で出演。

- 吉祥寺シルバーエレファントにて、ISAO、山本恭司などと、セッションを行う。(2012年1月)。
- 2012年9月30日、調布たづくり・くすのきホール 「BASSMENT PARTY LIVE vol.50　〜東日本大震災復興支援ライブ〜」出演。
- 「第4回すみだストリートジャズフェスティバル2013」錦糸公演メインステージ出演。(2013年8月18日)
- Rie a.k.a.Suzaku を中心に、ガールズバンド「RiViNi」結成。メンバー・Rie a.k.a. Suzaku (G)／vivi (Dr)／Nicky (Vo)／Ami (B)(2017年1月)
- 2019年6月26日通算10枚目アルバム「Top Runner」で、キングレコードよりメジャーデビュー決定。

## メディア
- 音楽雑誌YOUNG GUITARメタルバンド「Synapse」が紹介される（2007年3月号）。
- 音楽雑誌YOUNG GUITAR『若手ギタリスト〜登竜門〜企画』で、ギタープレイが紹介。DVD収録（2007年6月号）
- 音楽雑誌YOUNG GUITARで『Hard Rock Summit Innovation』のセッションの模様がDVD収録（2007年8月号）
- HR/HM 専門情報サイト「MOOCS」に、「注目の女性メタルギタリスト」と紹介される（2010年9月現在）。
- ローランドBossのコマーシャルに起用され「エフェクター大好き」に出演（2010年10月より）
- ギターマガジン創刊30周年記念号に「シガレット系女流ギタリストの新星がデビュー」と紹介される。（2010年12月号）
- 「キャプテン和田の劇的メタル」（ネットラジオ）2010年12月10日より配信中[2]。
- FM浦安「「俺達マンデー・ラジオンズ」2回目ゲスト生出演（2010年12月27日）。
- 年末「内田裕也プレゼンツ 38th ニューイヤーズワールドロックフェスティバル」[6]に「氏神一番 with The Lohas Band」で出演。その模様は、フジテレビで放映された（2011年1月9日放映）。
- 「TOKYO GUITAR SHOW 2011」BOSS & FENDER PLAY ZONEにて、BOSSのGT-10の、デモンストレーションの生演奏出演(2011年6月24日・25日)。
- 読売新聞船橋版に、紹介記事が掲載される。(2012年5月5日)。発行部数125000部。
- 音楽雑誌WeROCK『実力派女性ミュージシャン特集』に掲載。特別付録DVD収録(2012年7月号)
- 音楽雑誌Playerに、インタヴュー掲載。(2018年6月号)
- 音楽雑誌Playerに、(HEAD PHONES PRESIDENT)ANZAとの対談記載。(2019年9月号)
- 音楽雑誌Playeyに、インタヴュー掲載。(2021年1月号)

## 作品

### ミニアルバム
- Messiah（7曲入りミニソロアルバム）（2010年9月1日）

1. End of the darkness／2. Chaos／3. Heaven／4. Fly away／5. Messiah／6. Lost／7. Suzaku
サポートメンバー：IBUKI(Vo)、Dia(Vo)、馨（かおる）(Vo)、Sattin（朝丘紗智）(Vo)、Kazu(G)、Isamu(Dr)、Hiroyasu(B)
- Mother Earth  （6曲入りミニソロアルバム）（2011年8月24日）
- Dreaming Eyes（7曲入りミニソロアルバム）（2012年5月9日）
- Seven Seas （7曲入りミニソロアルバム）（2016年8月3日）

### フルアルバム
- Kingdom of the Sun(12曲入りオールインスト)（2013年6月26日）

- Noah's Ark(11曲入り)（2015年11月25日）
- Top Runner(9曲入り)(2019年6月26日)
- World Journey(10曲入り)(2020年11月25日)
- Best of Instrumental(12曲入り)(2020年11月25日)
- Best of Songs-Lonely Hero(13曲入り)(2021年8月4日)
- World Journey2(10曲入り)(2022年1月19日)
- Mystery Hunter(9曲入り)(2024年11月20日)

### Sonic City(4曲入り)(2014年5月28日)
Don't Hide Your(4曲　Facefeaturing Kota Aoki)(2017年5月24日)

### DVD
- Legend Of Messiah (2010年9月～2011年4月ベストテイクライヴDVD)(2011年8月3日)
- Dreaming Eyes Tour 2012（2012年9月12日）
- Kingdom of the Sun Live Tour 2013(2枚組) (2013年12月18日)

## ライヴ歴
| 日程                    | 場所                   | イベント名                                   |
| ----------------------- | ---------------------- | -------------------------------------------- |
| 2010年9月3日            | 目黒ライヴステーション | 『Legend of Messiah』レコ発ライヴ            |
| 2010年10月2日           | 目黒ライヴステーション | Generation Aliens Vol.6                      |
| 2010年11月23日          | 渋谷CLUB asia          | yurikaバンドライブ 『Judgment』              |
| 2010年12月23日          | 四谷アウトブレイク     | 3マンライブ！                                |
| 2010年12月31日 - 1月1日 | 銀座博品館劇場         | ニューイヤーズワールドロックフェスティバル38 |
| 2011年1月30日           | 渋谷サイクロン         | YELLOW MONSTERS & CRASH 来日公演             |
| 2011年2月26日           | 目黒ライヴステーション | 『Legend of MessiahVol.2』                   |
| 2011年3月26日           | 目黒ライヴステーション | 『Legend of MessiahVol.3』                   |
| 2011年4月10日           | 両国SUNRIZE            | 『Japanfiles Fes 2011』                      |
| 2011年9月4日            | 四谷アウトブレイク     | 『Legend of Messiah vol.4』                  |
| 2011年10月8日           | 渋谷サイクロン         | 『Legend of Messiah vol.5』                  |
| 2011年11月12日          | 渋谷サイクロン         | 『Legend of Messiah vol.6』ワンマンライブ    |
| 2011年12月25日          | 大阪・西九条BRAND NEW  | ～METALLIC DREAMS Ⅹ～                        |
| 2012年1月22日           | 渋谷サイクロン         | 『JUSTICE STRIKE 2012』                      |
| 2012年3月29日           | 四谷アウトブレイク     | 『VOICE第1声』3マンライブ                    |
| 2012年5月25日           | 名古屋 栄 TIGHT ROPE   | 『Venus Saves Vol.6』                        |
| 2012年5月26日           | 大阪 西九条 BRAND NEW  | 『Dreaming Eyes Tour』ツーマン               |
| 2012年5月31日           | 四谷アウトブレイク     | 『Dreaming Eyes Tour』ワンマンライブ         |